# Каменка (Болгария)
Каменка (болг. Каменка) — село в Болгарии. Находится в Кырджалийской области, входит в общину Крумовград. Население составляет 51 человек.

## Политическая ситуация
В местном кметстве Полковник-Желязово, в состав которого входит Каменка, должность кмета (старосты) исполняет Мустафа Ахмед Хасан (Движение за права и свободы (ДПС)) по результатам выборов правления кметства.
Кмет (мэр) общины Крумовград — Себихан Керим Мехмед (Движение за права и свободы (ДПС)) по результатам выборов в правление общины.